# Davide Parente
Davide Parente (Torino, 18 novembre 1983) è un ex cestista e dirigente sportivo italiano.